# Чемпионат России по конькобежному спорту на отдельных дистанциях 2013
Чемпионат России по конькобежному спорту на отдельных дистанциях в сезоне 2012/2013 прошел с 25 по 28 октября 2012 года в Коломне на катке конькобежного центра «Коломна». Чемпионат стал отборочным соревнованием на первые этапы Кубка мира по конькобежному спорту 2012/2013.

## Медалисты

### Мужчины
| Дистанция       | Золото                                                     | Золото   | Серебро                                                                 | Серебро  | Бронза                                                       | Бронза   |
| --------------- | ---------------------------------------------------------- | -------- | ----------------------------------------------------------------------- | -------- | ------------------------------------------------------------ | -------- |
| 500 м × 2       | Дмитрий Лобков                                             | 71,02    | Алексей Есин                                                            | 71,44    | / Артём Кузнецов                                             | 71,51    |
| 1000 м          | Алексей Есин                                               | 1.10,70  | Дмитрий Лобков                                                          | 1.10,97  | Евгений Лаленков                                             | 1.11,02  |
| 1500 м          | Денис Юсков                                                | 1.46,55  | Иван Скобрев                                                            | 1.46,71  | Евгений Лаленков                                             | 1.48,00  |
| 5000 м          | Иван Скобрев                                               | 6.26,66  | Александр Румянцев                                                      | 6.32,51  | Денис Юсков                                                  | 6.33,11  |
| 10000 м         | Александр Румянцев                                         | 13.25,33 | Даниил Синицын                                                          | 13.41,15 | Михаил Кочнев                                                | 13.49,10 |
| Командная гонка | Москва-1 Александр Разоренов Сергей Грязцов Денис Анисимов | 3.53,76  | Архангельская область Александр Голубев Александр Румянцев Кирилл Быков | 3.53,95  | Санкт-Петербург-1 Андрей Бурляев Дмитрий Федотов Антон Кашин | 3.54,49  |

### Женщины
| Дистанция       | Золото                                                               | Золото  | Серебро                                                           | Серебро | Бронза                                                           | Бронза  |
| --------------- | -------------------------------------------------------------------- | ------- | ----------------------------------------------------------------- | ------- | ---------------------------------------------------------------- | ------- |
| 500 м × 2       | Ольга Фаткулина                                                      | 77,28   | / Екатерина Малышева                                              | 77,88   | Юлия Литейкина                                                   | 78,05   |
| 1000 м          | Екатерина Шихова                                                     | 1.16,46 | Ольга Фаткулина                                                   | 1.16,78 | / Екатерина Малышева                                             | 1.17,43 |
| 1500 м          | Екатерина Шихова                                                     | 1.57,00 | Ольга Граф                                                        | 1.58,60 | Юлия Скокова                                                     | 1.59,68 |
| 3000 м          | Ольга Граф                                                           | 4.10,56 | Евгения Дмитриева                                                 | 4.14,52 | / Елена Сохрякова                                                | 4.16,89 |
| 5000 м          | Ольга Граф                                                           | 7.10,65 | Евгения Дмитриева                                                 | 7.15,95 | Лада Задонская                                                   | 7.16,01 |
| Командная гонка | Московская область-1 Екатерина Лобышева Виктория Русалёва Ольга Граф | 3.07,14 | Московская область-2 Алла Шабанова Надежда Асеева Татьяна Ушакова | 3.11,70 | Свердловская область Юлия Скокова Олеся Чернега Татьяна Белявина | 3.15,96 |